# كيمو سوماري
كيمو سوماري هو لاعب كرة قدم سنغالي كان يلعب في نادي الطائي.